# 梅日杜列琴斯克 (科米共和国)
梅日杜列琴斯克（俄语），是俄罗斯科米共和国的市级镇，属乌多尔区。
该地2021年有人口1,096人；2010年人口1,418；2002年人口1,951；1989年人口3,273。